# 昂格爾河
51°55′31.81″N 7°41′56.92″E / 51.9255028°N 7.6991444°E

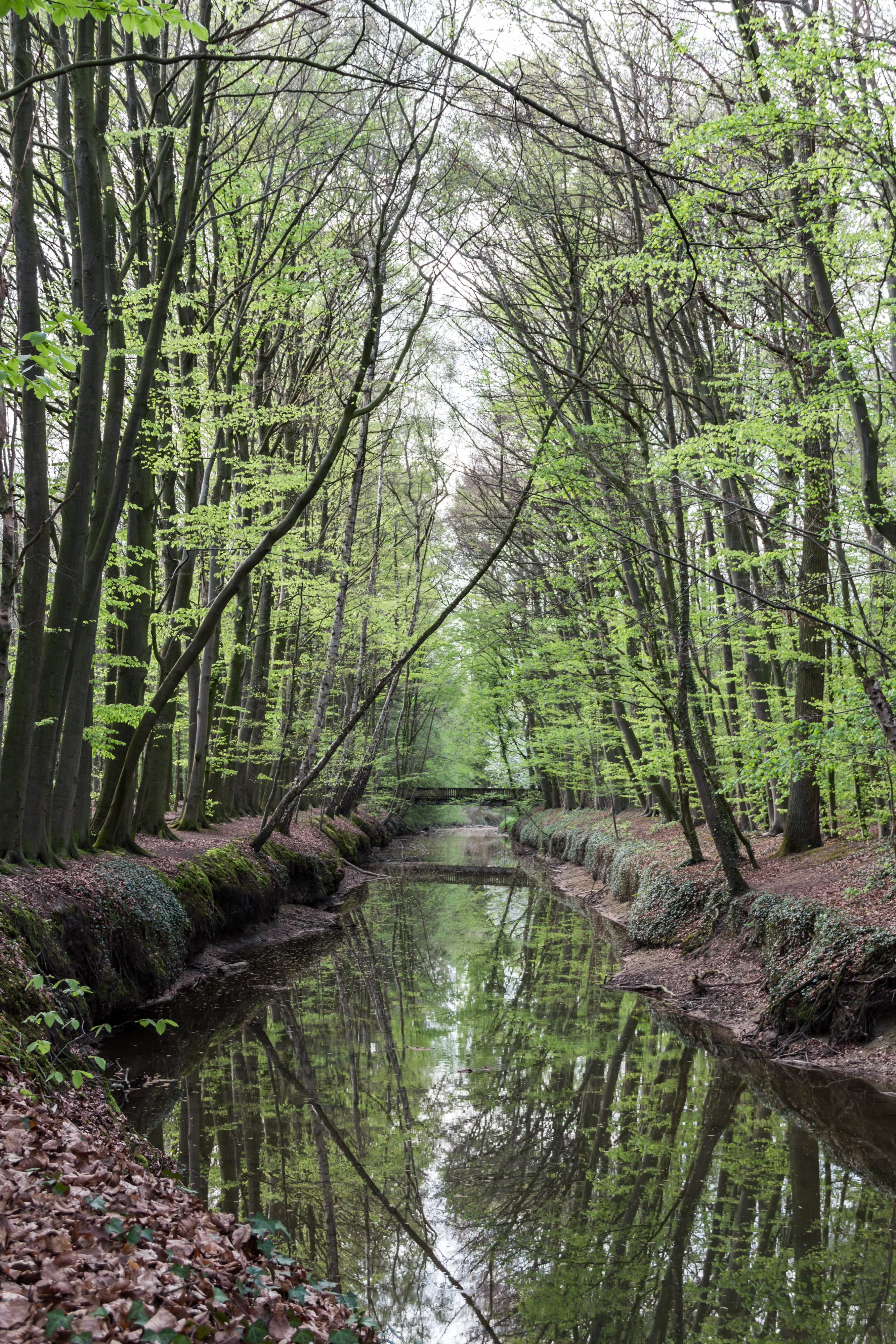
昂格爾河

昂格爾河（德語：Angel），是德國的河流，位於該國西部，處於北萊茵-威斯特法倫州，屬於韋爾瑟河的右支流，河道全長38.2公里，流域面積195平方公里。